# Equipo del Torneo de la Eurocopa
El Equipo del Torneo de la Eurocopa es una selección de los jugadores más destacados por puesto de cada Eurocopa, confeccionado por un equipo técnico de la UEFA, elaborado a la conclusión de cada campeonato.
Desde la primera Copa de Europa de Naciones 1960 hasta la Eurocopa 1992, se elegían 11 jugadores. En las dos siguientes ediciones se eligieron 18 jugadores en la Eurocopa 1996 y 22 jugadores en la Eurocopa 2000. Entre la Eurocopa 2004 y la Eurocopa 2012, se confeccionaba con 23 jugadores, equivalentes a la convocatoria de jugadores permitidos para el torneo, de cada selección participante. En la más reciente Eurocopa 2016, se volvió al formato inicial de elección de once jugadores.

## Francia 1960
- 1.  Lev Yashin
- 2.  Vladimir Durković
- 3.  Ladislav Novák
- 4.  Ígor Netto
- 5.  Josef Masopust
- 6.  Valentín Ivanov
- 7.  Slava Metreveli
- 8.  Milan Galić
- 9.  Víktor Ponedélnik
- 10.  Dragoslav Šekularac
- 11.  Bora Kostić

## España 1964
- 1.  Lev Yashin
- 2.  Feliciano Rivilla
- 3.  Dezső Novák
- 4.  Ignacio Zoco
- 5.  Ferran Olivella
- 6.  Amancio Amaro
- 7.  Ferenc Bene
- 8.  Valentín Ivanov
- 9.  Jesús María Pereda
- 10.  Luis Suárez
- 11.  Flórián Albert

## Italia 1968
- 1.  Dino Zoff
- 2.  Mirsad Fazlagić
- 3.  Giacinto Facchetti
- 4.  Ivica Osim
- 5.  Albert Shesternev
- 6.  Bobby Moore
- 7.  Angelo Domenghini
- 8.  Geoff Hurst
- 9.  Luigi Riva
- 10.  Sandro Mazzola
- 11.  Dragan Džajić

## Bélgica 1972
- 1.  Yevgueni Rudákov
- 2.  Revaz Dzodzuashvili
- 3.  Paul Breitner
- 4.  Herbert Wimmer
- 5.  Murtaz Jurtsilava
- 6.  Franz Beckenbauer
- 7.  Jupp Heynckes
- 8.  Uli Hoeneß
- 9.  Gerd Müller
- 10.  Gunter Netzer
- 11.  Raoul Lambert

## Yugoslavia 1976
- 1.  Ivo Viktor
- 2.  Ján Pivarník
- 3.  Ruud Krol
- 4.  Jaroslav Pollak
- 5.  Anton Ondruš
- 6.  Franz Beckenbauer
- 7.  Rainer Bonhof
- 8.  Zdeněk Nehoda
- 9.  Dieter Müller
- 10.  Antonin Panenka
- 11.  Dragan Džajić

## Italia 1980
- 1.  Dino Zoff
- 2.  Claudio Gentile
- 3.  Karlheinz Forster
- 4.  Gaetano Scirea
- 5.  Hans-Peter Briegel
- 6.  Jan Ceulemans
- 7.  Marco Tardelli
- 8.  Bernd Schuster
- 9.  Hansi Müller
- 10.  Karl-Heinz Rummenigge
- 11.  Horst Hrubesch

## Francia 1984
- 1.  Harald Schumacher
- 2.  João Pinto
- 3.  Karlheinz Förster
- 4.  Morten Olsen
- 5.  Andreas Brehme
- 6.  Fernando Chalana
- 7.  Jean Tigana
- 8.  Michel Platini
- 9.  Frank Arnesen
- 10.  Rudi Völler
- 11.  Alain Giresse

## R. F. Alemania 1988
- 1.  Hans van Breukelen
- 2.  Giuseppe Bergomi
- 3.  Paolo Maldini
- 4.  Ronald Koeman
- 5.  Frank Rijkaard
- 6.  Ruud Gullit
- 7.  Jan Wouters
- 8.  Giuseppe Giannini
- 9.  Gianluca Vialli
- 10.  Lothar Matthäus
- 11.  Marco van Basten

## Suecia 1992
- 1.  Peter Schmeichel
- 2.  Jocelyn Angloma
- 3.  Andreas Brehme
- 4.  Laurent Blanc
- 5.  Jürgen Kohler
- 6.  Ruud Gullit
- 7.  Stefan Effenberg
- 8.  Thomas Häßler
- 9.  Marco van Basten
- 10.  Dennis Bergkamp
- 11.  Brian Laudrup

## Inglaterra 1996
(Elección de 18 jugadores)
Porteros
- David Seaman
- Andreas Köpke

Defensas
- Radoslav Latal
- Laurent Blanc
- Marcel Desailly
- Matthias Sammer
- Paolo Maldini

Centrocampistas
- Didier Deschamps
- Steve McManaman
- Paul Gascoigne
- Rui Costa
- Karel Poborský
- Dieter Eilts

Delanteros
- Jürgen Klinsmann
- Alan Shearer
- Hristo Stoichkov
- Davor Šuker
- Youri Djorkaeff
- Pavel Kuka

## Bélgica y Países Bajos 2000
(Elección de 22 jugadores)
Porteros
- Francesco Toldo
- Fabien Barthez

Defensas
- Lilian Thuram
- Laurent Blanc
- Marcel Desailly
- Alessandro Nesta
- Fabio Cannavaro
- Paolo Maldini
- Frank de Boer

Centrocampistas
- Patrick Vieira
- Zinedine Zidane
- Luís Figo
- Rui Costa
- Edgar Davids
- Demetrio Albertini
- Pep Guardiola

Delanteros
- Thierry Henry
- Patrick Kluivert
- Nuno Gomes
- Raúl González
- Francesco Totti
- Savo Milošević

## Portugal 2004
(Elección de 23 jugadores)
Porteros
- Petr Čech
- Antonis Nikopolidis

Defensas
- Jorge Andrade
- Ricardo Carvalho
- Ashley Cole
- John Heitinga
- Olof Mellberg
- Giourkas Seitaridis
- Gianluca Zambrotta

Centrocampistas
- Michael Ballack
- Luís Figo
- Cristiano Ronaldo
- Maniche
- Deco
- Frank Lampard
- Pavel Nedvěd
- Theodoros Zagorakis
- Zinedine Zidane

Delanteros
- Milan Baroš
- Dado Pršo
- Henrik Larsson
- Jon Dahl Tomasson
- Ruud van Nistelrooy
- Angelos Charisteas

## Austria y Suiza 2008
(Elección de 23 jugadores)
Porteros
- Iker Casillas

Defensas
- Philipp Lahm
- Carlos Marchena
- Carles Puyol
- Yuri Zhirkov

Centrocampistas
- Hamit Altıntop
- Xavi Hernández
- Luka Modrić
- Marcos Senna

Delanteros
- Andrei Arshavin
- David Villa

## Polonia y Ucrania 2012
(Elección de 23 jugadores)
Porteros
- Iker Casillas

Defensas
- Jordi Alba
- Fábio Coentrão
- Pepe
- Sergio Ramos

Centrocampistas
- Xavi Hernández
- Andrés Iniesta
- Sami Khedira
- Andrea Pirlo

Delanteros
- Mario Balotelli
- Cristiano Ronaldo

## Francia 2016
(Elección de 11 jugadores)
Portero
- Rui Patrício

Defensas
- Joshua Kimmich
- Jérôme Boateng
- Pepe
- Raphaël Guerreiro

Centrocampistas
- Toni Kroos
- Joe Allen
- Aaron Ramsey
- Dimitri Payet

Delantero
- Cristiano Ronaldo
- Antoine Griezmann

## Europa 2020
(Elección de 11 jugadores)
Portero
- Gianluigi Donnarumma

Defensas
- Kyle Walker
- Leonardo Bonucci
- Harry Maguire
- Leonardo Spinazzola

Centrocampistas
- Pierre Højbjerg
- Jorginho
- Pedri González

Delantero
- Federico Chiesa
- Romelu Lukaku
- Raheem Sterling

## Alemania 2024
(Elección de 11 jugadores)
Portero
- Mike Maignan

Defensas
- Kyle Walker
- William Saliba
- Manuel Akanji
- Marc Cucurella

Centrocampistas
- Rodri
- Dani Olmo
- Fabián Ruiz

Delanteros
- Lamine Yamal
- Jamal Musiala
- Nico Williams